# Hydnochaete duportii
Hydnochaete duportii är en svampart som beskrevs av Pat. 1915. Hydnochaete duportii ingår i släktet Hydnochaete och familjen Hymenochaetaceae.   Inga underarter finns listade i Catalogue of Life.